# Simalio rubidus
Simalio rubidus är en spindelart som beskrevs av Simon 1897. Simalio rubidus ingår i släktet Simalio och familjen säckspindlar. Inga underarter finns listade i Catalogue of Life.